# Бреус Євгенія Леонідівна
Євгенія Леонідівна Бреус (нар. 25 листопада 1982, Миколаїв) — українська фехтувальниця на візках (шабля та шпага). Бронзовий призер літніх Паралімпійських ігор 2016 на шпазі, срібний (шпага командна) та бронзовий призер (шабля лічна) літніх Паралімпійських ігор 2020. Заслужений майстер спорту України. Повний кавалер ордена княгині Ольги.
Займається у секції фехтування Харківського регіонального центру «Інваспорт».

## Досягнення
- Бронзова призерка в особистій першості (шабля) чемпіонату світу 2013 року.
- Бронзова призерка Кубка Світу в особистому заліку (шабля).
- Срібна призерка Кубка Світу 2014 року в особистому заліку (шабля).
- Посіла ІІІ місце в особистій першості (шпага) в Чемпіонаті Європи 2014 року.
- І місце Чемпіонату світу 2015 року у командному заліку (шабля) та ІІІ місце (категорія А, шабля).
- Посіла І місце (категорія А, шабля), ІІ місце (категорія А, шабля), ІІІ місце (категорія А, шабля) у Кубку світу 2015 року.
- Чемпіон у командному заліку (шабля) та Бронзовий призер (категорія А, шабля) у Чемпіонаті світу 2015 року.
- Посіла І місце (категорія А, шабля), ІІ місце (категорія А, шабля), ІІІ місце (категорія А, шабля) у Кубку світу 2015 року.
- Виборола І місце у командному заліку (шабля) та І місце в особистій першості (категорія А, шабля) у чемпіонаті Європи 2016 року.
- Посіла І місце в особистій першості (категорія А, шабля) у Кубку світу 2016 року.
- Посіла I і II місце на етапі Кубка Світу 2018.[1]
- Посіла I місце у фехтуванні на шаблі на Кубку Світу 2018.[2]
- Двічі виборола III місце на етапі Кубка Світу 2019.[3][4]

## Відзнаки та нагороди
- Орден княгині Ольги I ст. (18 вересня 2024) — за досягнення високих спортивних результатів на ХVІІ літніх Паралімпійських іграх у місті Парижі (Французька Республіка), виявлені самовідданість та волю до перемоги, утвердження міжнародного авторитету України[5]
- Орден княгині Ольги II ст. (16 вересня 2021) — за значний особистий внесок у розвиток паралімпійського руху, досягнення високих спортивних результатів на XVI літніх Паралімпійських іграх у місті Токіо (Японія), виявлені самовідданість та волю до перемоги, утвердження міжнародного авторитету України[6]
- Орден княгині Ольги III ст. (4 жовтня 2016) — За досягнення високих спортивних результатів на XV літніх Паралімпійських іграх 2016 року в місті Ріо-де-Жанейро (Федеративна Республіка Бразилія), виявлені мужність, самовідданість та волю до перемоги, утвердження міжнародного авторитету України[7]